# Обыкновенная носуха
Обыкновенная носуха (лат. Nasua nasua) — небольшое млекопитающее из рода носух семейства енотовых, распространённое в Южной Америке. 
Распространена в Аргентине, Боливии, Бразилии, Колумбии, Гайане, Парагвае, Перу, Суринаме, Уругвае, Венесуэле.
Выделяют 13 подвидов обыкновенной носухи (Nasua nasua):
- N. nasua nasua
- N. nasua aricana
- N. nasua boliviensis
- N. nasua candace
- N. nasua cinerascens
- N. nasua dorsalis
- N. nasua manium
- N. nasua molaris
- N. nasua montana
- N. nasua quichua
- N. nasua solitaria — занесена в Приложение III CITES в Уругвае
- N. nasua spadicea
- N. nasua vittata